# آلایش هسته‌ای

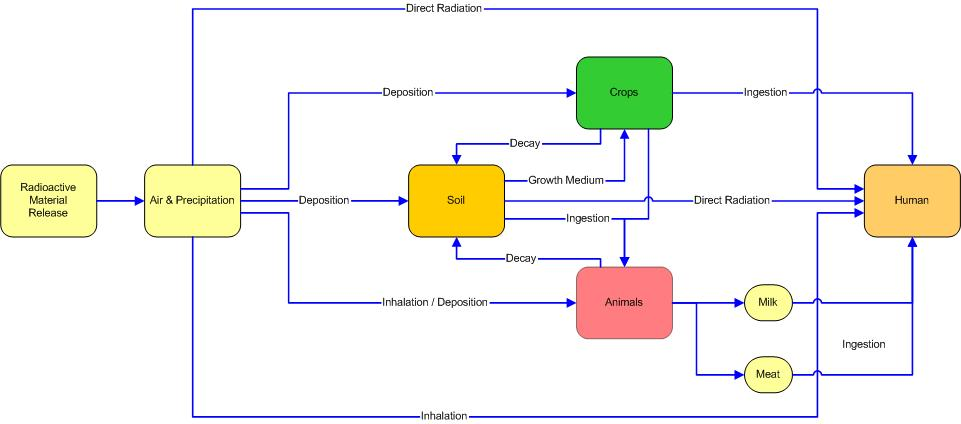
نحوه جذب آلاینده‌های پرتوزا توسط انسان از طرق متفاوت هوازی

آلایش هسته‌ای آلودگی است که توسط زباله‌ها یا پسماندهای هسته‌ای ایجاد می‌گردد. این‌ها موادی هستند که در نیروگاه‌های هسته‌ای از طریق شکافت هسته‌ای تولید می‌شوند.
تمام ترکیبات اورانیوم پرتوزا هستند. در کل، ترکیبات اورانیوم به‌سختی جذب روده و ریه می‌شوند و خطرات رادیولوژیکی آن باقی می‌ماند. فلز خالص اورانیوم نیز خطر آتش‌سوزی به همراه دارد. فرد ممکن است با تنفس غبار اورانیوم در هوا یا خوردن و آشامیدن آب و غذا در معرض این عنصر قرار بگیرد. البته بیشتر این عمل از طریق خوردن آب و غذا صورت می‌گیرد. جذب روزانه اورانیوم در غذا ۰٫۰۷ تا ۱٫۱ میکروگرم می‌باشد. مقدار اورانیوم در هوا معمولاً بسیار ناچیز است. افرادی که در کنار تأسیسات هسته‌ای دولت یا معادن استخراج اورانیوم زندگی می‌کنند، بیشتر در معرض این عنصر قرار می‌گیرند. اورانیوم ممکن است که از راه تنفس یا بلع یا در موارد استثنایی از طریق شکافی روی پوست وارد بدن شود. اورانیوم توسط پوست جذب نمی‌شود و ذرات آلفای تابش‌شده از این عنصر نمی‌تواند به پوست نفوذ کند؛ بنابراین اورانیومی که خارج از بدن باشد، نمی‌تواند به اندازه اورانیوم داخل بدن مضر و خطرناک باشد. اگر اورانیوم به بدن وارد شود، ممکن است موجب سرطان شده یا به کلیه‌ها آسیب برساند.

## مشکل آلودگی

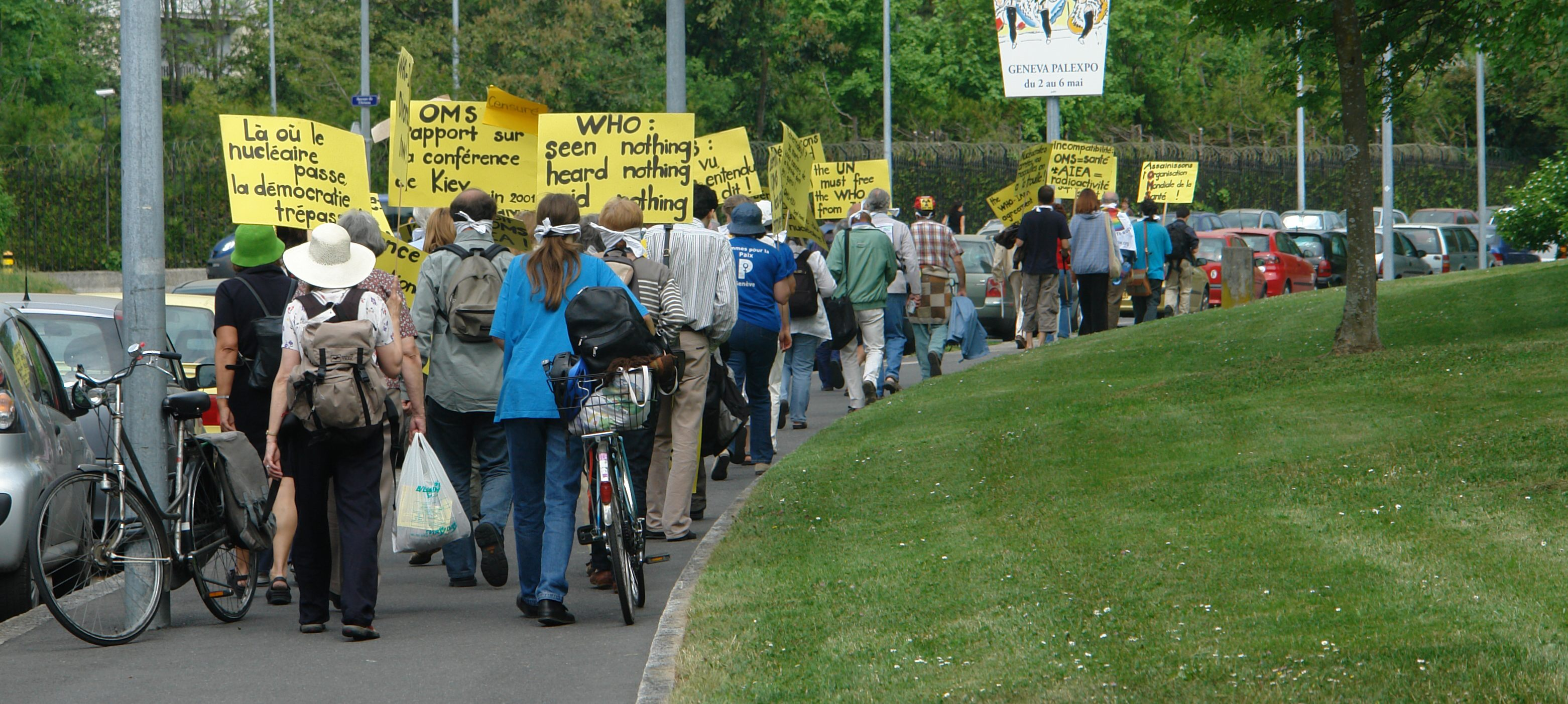
تجمع در برابر قوانین و صنایع انرژی هسته‌ای در ژنو.

به‌طور کلی در تماس با مواد پرتوزا دو نوع آلودگی وجود دارد:
1. سطح پائین، که بیشتر در مصارف پزشکی نظیر رادیولوژی، پرتودرمانی و اشعه ایکس وجود دارد. در این سطح، به دلیل آن که مواد پرتوزا، عمر کوتاهی دارند، خیلی سریع از بین می‌روند.
2. سطح بالا، که در اثر حضور در مرکز راکتور هسته‌ای به وجود می‌آید، مواد پرتوزا نظیر اورانیوم، پلوتونیوم و دیگر عناصر رادیو اکتیوی به هنگام شکافت هسته‌ای تولید می‌شوند. بسیاری از عناصر تولید شده در این فرایند نیمه‌عمر بالایی دارند. بعضی از این مواد تا صدها سال نیز وجود دارند که وجود آن‌ها صدمات جبران ناپذیری را به محیط زیست وارد می‌کند.

## آلودگی‌های سطح بالا و اثرات آنها بر روی محیط زیست

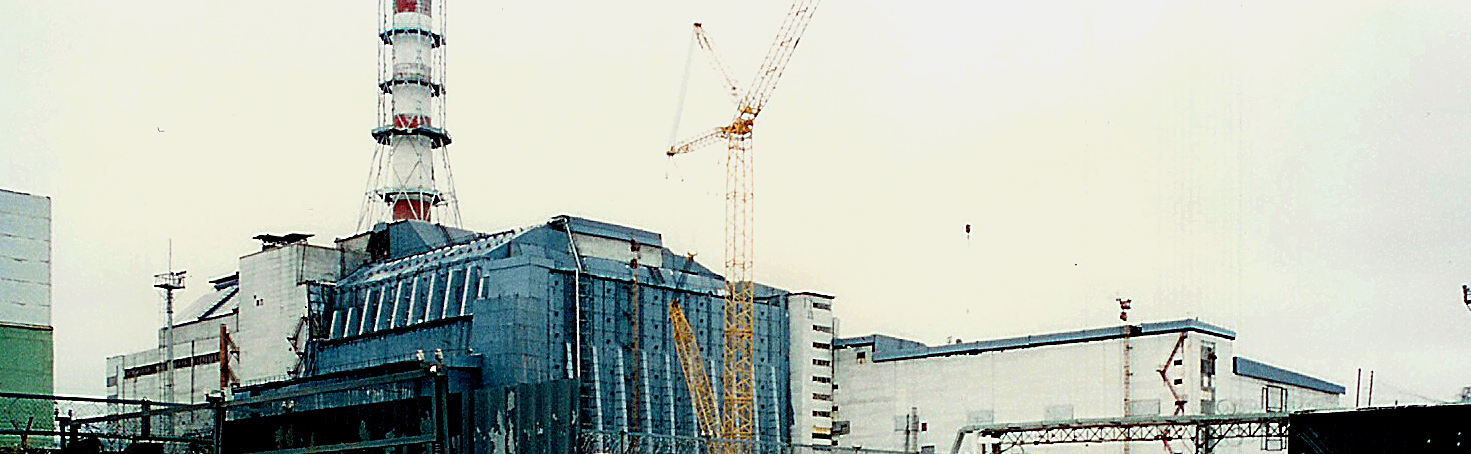
راکتور روسی چرنوبیل در اوکراین، بیست سال پس از حادثه اتمی ۱۹۸۶

هر نوع فلز سنگین مانند اورانیوم در اثر واکنش‌های هسته‌ای می‌تواند به زباله یا پسماند اتمی تبدیل شود.
معمولاً منظور از زباله اتمی باقی‌مانده سوخت رآکتور اتمی است.
خود فلز اورانیوم مقداری پرتوزایی طبیعی دارد. این مقدار بسیار اندک بوده و تشعشعات و پرتوهایی که از آن خارج می‌شوند، در حد خطرناکی نیست. تنها در صورت تماس مداوم است که ممکن است اثرات ناخوشایند و بیماری به‌بار آورد.
اما همین فلز اورانیوم پس از آنکه مورد شکافت اتمی قرار گرفت تبدیل به مواد دیگری می‌شود که برخی از آن‌ها به شدت پرتوزا هستند. خواه این شکافت در رآکتور اتمی انجام شود، خواه در بمب اتم و خواه در آزمایشگاه. این مواد که عناصری چون رادیوم و کریپتون در آن به مقدار فراوان وجود دارند بسیار بسیار فعال و پرتوزا هستند. حتی لمس آن‌ها برای چند ثانیه می‌تواند پیامدهای مرگباری به بار آورد.
دانشمندان و تکنسین‌های نیروگاه اتمی برای خارج کردن میله‌های سوختی از درون رآکتور و قراردادن آن‌ها در محفظه‌های بسیار محکم و غیرقابل نفوذ از ربات و دوربین مدار بسته استفاده می‌کنند. این میله‌های سوختی پس از مرحله سرد شدن (که ممکن است تا چند روز به‌درازا بکشد) به دقت در بسته‌های محکم و نفوذناپذیر قرار گرفته و سپس وارد یک کانتینر فولادی بسیار ضخیم و ضدزنگ و ضد ضربه می‌شوند.
دفن این زباله‌ها که تا هزاران سال به شدت پرتوزا و کشنده هستند تابع مقررات بسیار سخت و بسیار پیچیده‌ای است. آن‌ها عموماً به صورت ذرات ریز درآمده و با شیشه مذاب مخلوط می‌شوند. سپس در یک بشکه قطور فولادی بسته‌بندی شده و آن‌ها نیز به نوبه خود در لایه‌های ضد پوسیدگی و ضد نفوذ قرار می‌گیرند. حمل این مواد با اسکورت‌های ویژه امنیتی پلیس و حتی ارتش همراه است؛ زیرا چنانچه این مواد بدست تروریست‌ها بیفتد می‌تواند فاجعه به بار آورد و حتی زندگی روی کره زمین را مختل کند. کافی است یکی از این بسته‌ها پوسیده شده و وارد طبیعت گردد. ممکن است آبزیان را آلوده نماید. در نتیجه پرندگان و در مرحله بعد گوشت‌خواران را نیز آلوده می‌کند. مرحله بعد آب‌های کره زمین است و در نتیجه نابودی.
بسته‌های ضایعات اتمی، سپس در لایه‌های ژرف زمین همچون گنبدهای نمکی که تا سده‌ها تغییر نمی‌کنند انباشته می‌شوند. در بسیاری از کشورها به علت همین پسماندهای اتمی گروه‌های طرفدار محیط زیست با تأسیس نیروگاه‌های اتمی مخالفت می‌کنند.
اگر یک دولت افراطی یا یک گروه تروریستی بخشی از این مواد آلوده‌کننده و پرتوزا را به صورت بمب منفجر نماید می‌تواند باعث مرگ‌ومیر گسترده و اختلال در زندگی همه مردم جهان شود.